# 루아르아틀랑티크주의 캉통
프랑스 루아르아틀랑티크주에는 총 31개의 캉통이 속해 있다. 2015년 3월 행정구역 총개편으로 인해 현재는 다음과 같이 설치되어 있다.
- 앙세니
- 라볼에스쿠블랑
- 블렝
- 카르크푸
- 라샤펠쉬르에르드르
- 샤토브리앙
- 클리송
- 게메네팡파오
- 게랑드
- 마슈쿨
- 낭트 1
- 낭트 2
- 낭트 3
- 낭트 4
- 낭트 5
- 낭트 6
- 낭트 7
- 노르쉬르에르드르
- 퐁샤토
- 포르니크
- 레제 1
- 레제 2
- 생브레뱅레팽
- 생테르블렝 1
- 생테르블랭 2
- 생나제르 1
- 생나제르 2
- 생필베르드그랑리외
- 세바스티앙쉬르루아르
- 발레
- 베르투